# Чютон (Пенсільванія)
Чютон (англ. Chewton) — переписна місцевість (CDP) в США, в окрузі Лоуренс штату Пенсільванія. Населення — 395 осіб (2020).

## Географія
Чютон розташований за координатами 40°53′51″ пн. ш. 80°19′6″ зх. д. / 40.89750° пн. ш. 80.31833° зх. д. (40.897629, -80.318445).  За даними Бюро перепису населення США в 2010 році переписна місцевість мала площу 3,91 км², з яких 3,87 км² — суходіл та 0,04 км² — водойми.

## Демографія
Згідно з переписом 2010 року, у переписній місцевості мешкало 488 осіб у 209 домогосподарствах у складі 136 родин. Густота населення становила 125 осіб/км².  Було 223 помешкання (57/км²).
Расовий склад населення:
| - 98,6 % — білих - 0,4 % — чорних або афроамериканців - 0,4 % — азіатів |

До двох чи більше рас належало 0,6 %. Частка іспаномовних становила 0,8 % від усіх жителів.
За віковим діапазоном населення розподілялося таким чином: 19,5 % — особи молодші 18 років, 60,0 % — особи у віці 18—64 років, 20,5 % — особи у віці 65 років та старші. Медіана віку мешканця становила 44,4 року. На 100 осіб жіночої статі у переписній місцевості припадало 95,2 чоловіків;  на 100 жінок у віці від 18 років та старших — 91,7 чоловіків також старших 18 років.
Середній дохід на одне домашнє господарство  становив 54 337 доларів США (медіана — 52 981), а середній дохід на одну сім'ю — 69 304 долари (медіана — 59 333). За межею бідності перебувало 10,1 % осіб, у тому числі 0,0 % дітей у віці до 18 років та 0,0 % осіб у віці 65 років та старших.
Цивільне працевлаштоване населення становило 181 особа. Основні галузі зайнятості: виробництво — 25,4 %, освіта, охорона здоров'я та соціальна допомога — 24,9 %, фінанси, страхування та нерухомість — 9,9 %, транспорт — 8,8 %.